# Nagasawa Rosetsu

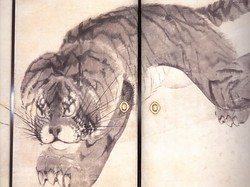
Le Tigre par Rosetsu, 1786

Nagasawa Rosetsu (長沢 芦雪) est un peintre japonais du XVIIIe siècle, né en 1754 et décédé le 10 juillet 1799. 

## Biographie
Rosetsu a étudié sous la direction de Maruyama Ōkyo, mais son indiscipline lui a valu d'être exclu de son atelier. Devenu connu, il a reçu des commandes de notables de Kyoto. 
D'après certaines rumeurs, il est mort empoisonné par des concurrents jaloux.

## Œuvres
Il est particulièrement réputé pour ses peintures de tigres et de singes très expressifs. Il a aussi laissé des paysages dépouillés d'esprit zen.

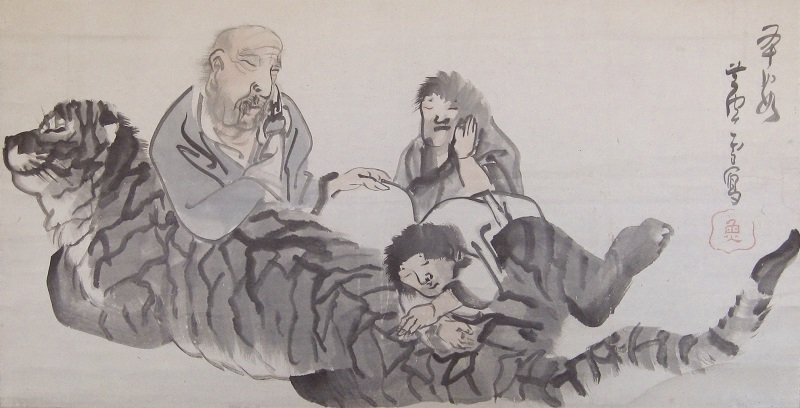
Quatre endormis.